# Maison romaine (Leipzig)

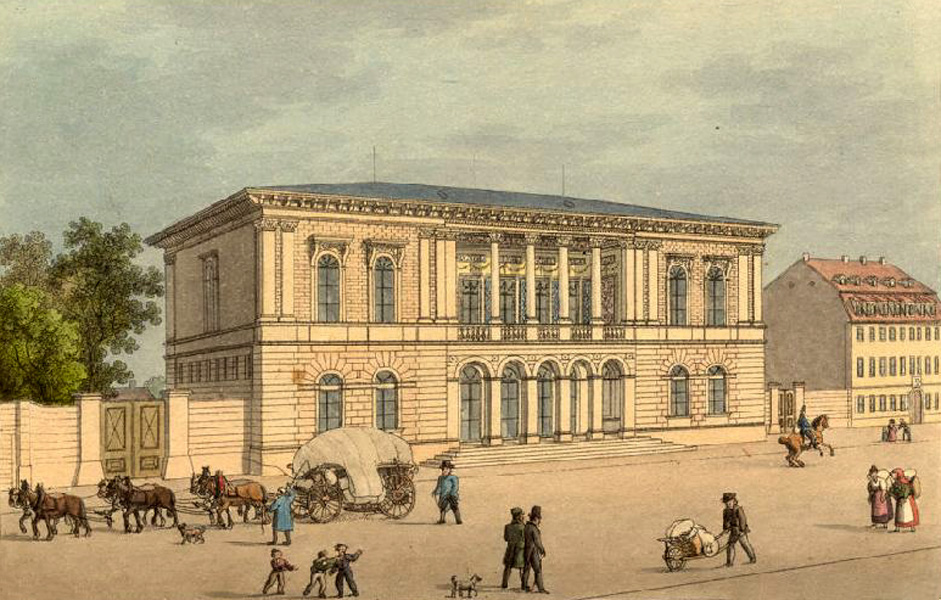
La maison romaine en 1850 (gravure d'époque).

La maison romaine de Leipzig est un bâtiment construit entre 1832 et 1834 pour l'éditeur de musique Hermann Härtel dans sa propriété de Peterssteinweg (de), au débouché de Münzgasse. Elle était de style néo-Renaissance et inspirée de la Villa Farnesina de Rome, avec notamment une loggia à 5 ouvertures. Son architecte était Woldemar Hermann (de) (1807-1878).
Härtel avait engagé Bonaventura Genelli (1798-1868) pour douze peintures au-dessus des fenêtres, mais il s'est brouillé avec lui. Ces fresques ont donc été terminées par Friedrich Preller l'Ancien. Elles étaient sur le thème de L'Odyssée. En 1873-1874, Julius Naue a décoré la salle de bal d'après le cycle de Cendrillon de son maître Moritz von Schwind de 1852–1854.
Härtel a reçu dans la maison romaine ses collèges du conseil du Gewandhaus et les membres des cercles musicaux et littéraires de Leipzig. Dans la deuxième moitié du XIXe siècle, elle était un des hauts-lieux de la ville. Elle a cependant changé de mains à plusieurs reprises : en 1837, Härtel l'a revendue à l'échevin Philipp Leplay ; dans un guide de la ville de 1860, les héritiers Baumgärtner sont cités comme ses propriétaires.
La maison a été détruite en 1904, au moment du percement d'Härtelstraße (nommée d'après Hermann Härtel) jusqu'à Peterssteinweg (de). Les fresques de Friedrich Preller ont alors été transférées dans la cage d'escalier de la bibliothèque de l'université de Leipzig, où elles ont été détruites par un bombardement le 6 avril 1945.